# 서머턴

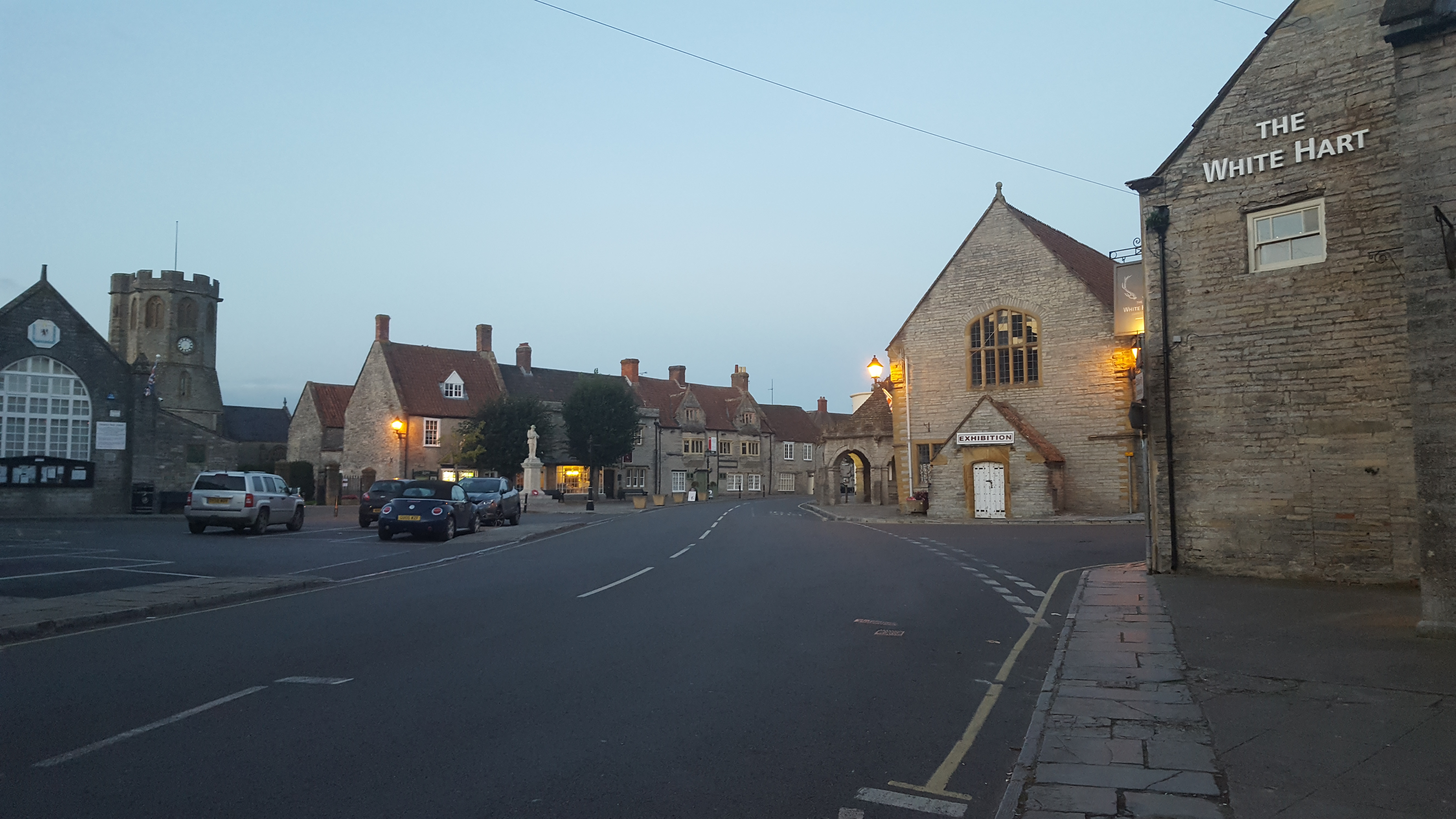
서머턴

서머턴(영어: Somerton)은 잉글랜드 서머싯주의 도시로 인구는 3,579명(2011년 기준)이다. 요빌에서 북서쪽으로 14.2km 정도 떨어진 곳에 위치한다.